# Seznam řek v Rumunsku
Seznam řek v Rumunsku obsahuje nejdelší řeky Rumunska.

## Tabulka řek

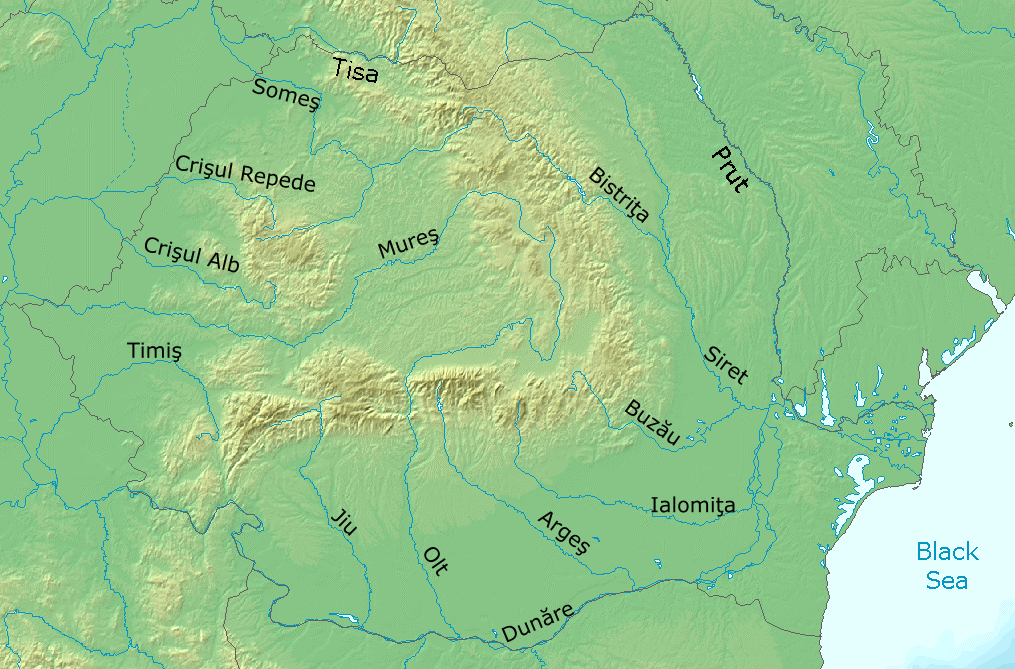
Hlavní řeky Rumunska

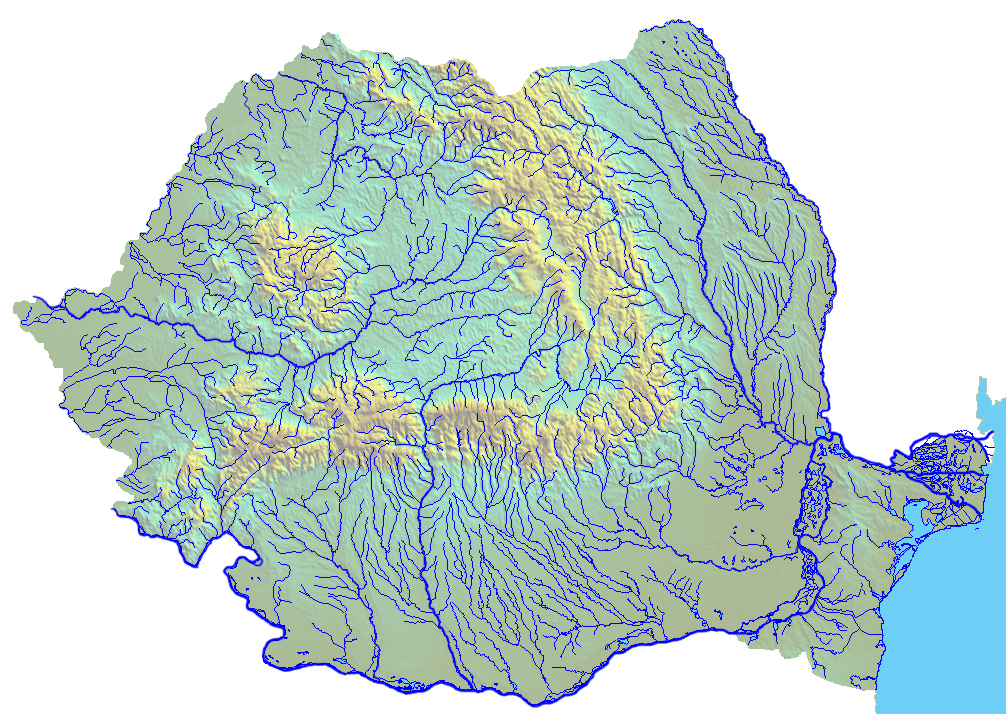
Hydrologická mapa Rumunska

Délky se vztahují pouze k území Rumunska.
| Poř. | Řeka         | Délka [km] | Rozloha povodí [km²] | Geodata (OSM) |
| ---- | ------------ | ---------- | --- | ------------- |
| 1.   | Dunaj        | 1075       | & Chyba ve výrazu: Neočekávaný operátor / Chyba ve výrazu: Neočekávaný operátor / Chyba ve výrazu: Neočekávaný operátor / Chyba ve výrazu: Neočekávaný operátor / Chyba ve výrazu: Neočekávaný operátor / Chyba ve výrazu: Neočekávaný operátor / Chyba ve výrazu: Neočekávaný operátor / Chyba ve výrazu: Neočekávaný operátor / Chyba ve výrazu: Neočekávaný operátor / Chyba ve výrazu: Neočekávaný operátor / Chyba ve výrazu: Neočekávaný operátor / Chyba ve výrazu: Neočekávaný operátor / Chyba ve výrazu: Neočekávaný operátor / Chyba ve výrazu: Neočekávaný operátor / Chyba ve výrazu: Neočekávaný operátor / -1.0000-0 | OSM, WMF      |
| 2.   | Mureș        | 761        | 28 310 | OSM, WMF      |
| 3.   | Prut         | 742        | 11 990 | OSM, WMF      |
| 4.   | Olt          | 615        | 24 050 | OSM, WMF      |
| 5.   | Siret        | 559        | 42 890 | OSM, WMF      |
| 6.   | Ialomița     | 417        | 10 350 | OSM, WMF      |
| 7.   | Someș        | 376        | 15 740 | OSM, WMF      |
| 8.   | Argeș        | 350        | 12 550 | OSM, WMF      |
| 9.   | Jiu          | 339        | 10 080 | OSM, WMF      |
| 10.  | Buzău        | 302        | 5 264 | OSM, WMF      |
| 11.  | Dâmbovița    | 286        | 2 824 | OSM, WMF      |
| 12.  | Bistrița     | 283        | 7 039 | OSM, WMF      |
| 13.  | Jijia        | 275        | 5 757 | OSM, WMF      |
| 14.  | Târnava      | 246        | 6 253 | OSM, WMF      |
| 15.  | Timiș        | 244        | 5 673 | OSM, WMF      |
| 16.  | Crișul Alb   | 234        | 4 240 | OSM, WMF      |
| 17.  | Vedea        | 224        | 5 430 | OSM, WMF      |
| 18.  | Moldova      | 213        | 4 299 | OSM, WMF      |
| 19.  | Bârlad       | 207        | 7 220 | OSM, WMF      |
| 20.  | Târnava Mică | 196        | 2 071 | OSM, WMF      |
| 21.  | Prahova      | 193        | 3 738 | OSM, WMF      |
| 22.  | Neajlov      | 186        | 3 720 | OSM, WMF      |
| 23.  | Olteț        | 185        | 2 663 | OSM, WMF      |
| 24.  | Someșul Mic  | 178        | 3 773 | OSM, WMF      |
| 25.  | Suceava      | 173        | 2 298 | OSM, WMF      |
| 26.  | Bega         | 170        | 2 362 | OSM, WMF      |
| 27.  | Arieș        | 166        | 3 005 | OSM, WMF      |
| 28.  | Trotuș       | 162        | 4 456 | OSM, WMF      |